# Kaigani
 Ovo je glavno značenje pojma Kaigani. Za istoimeno selo pogledajte Kaigani (indijansko selo).
Kaigani (Kygani) /ime dolazi prema jednom njihovom selu/, grana Haida Indijanaca koja se u ranom 18. stoljeću (Swanton) odvojila od matične skupine i nastanila na otocima Prince of Wales i Dall na jugu Aljaske. Ovo cijepanje dogodilo se prije kontakta s Europljanima. Nastanivši se na Aljaski utemeljili su gradove Klinkwan, Howkan, Kasaan i Sukkwan. Prema mišljenjima trgovaca iz kasnog 18. stoljeća, narod što je naselio četiri naselja na Aljaski su obitelji iz sela Dadens s Haida Gwaii (njihovo ime za otočje Kraljice Šarlote). Naseljavanje se vršilo u nekoliko valova, vjeruju neki stručnjaci, a jedan od njih dogodio se 1789. nakon požara u Dadensu.
Ovo područje gdje su se naselili držali su Tlingiti koji su se povlačili pred Haidama. Danas Kaigani žive u dva naselja to su: Kasaan i Hydaburg. Populacija im je 1880 iznosila 788; 391, 1890.
Ostali Haide s Otočja kraljice Šarlote označavaju se imenom Kets-hade (Q!ēts xa'dē) što se prevodi kao 'people of the strait.'

## Vanjske poveznice
- Kaigani Haida
- Eyak, Tlingit, Haida & Tsimshian  Arhivirana inačica izvorne stranice od 30. travnja 2006. (Wayback Machine)